# Liwierij Darkszewicz
Liwierij Osipowicz Darkszewicz (ros. Ливерий Осипович Даркшевич, ur. 17 lipca?/29 lipca 1858 w Jarosławiu, zm. 28 marca 1925 w Moskwie) – rosyjski lekarz neurolog i psychiatra, działacz społeczny, obok Biechtieriewa jeden z twórców Kazańskiej Szkoły Neurologicznej. Autor pierwszego rosyjskiego podręcznika neurologii, odkrywca jądra spoidła nadwzgórzowego (jądra Darkszewicza).

## Życiorys
Urodził się 17 lipca 1858 roku w rodzinie lekarza wojskowego. Jego ojciec, Józef Darkszewicz, syn Józefa, ukończył studia lekarskie jako stypendysta rządowy na Akademii Medyko-Chirurgicznej w Wilnie w 1837 roku ze stopniem lekarza drugiej klasy; następnie był lekarzem batalionowym w Astrachańskim Pułku Karabinierów, w 1869 miał stopień sztabslekarza i rangę radcy kolegialnego, a od 1886 rzeczywistego radcy stanu.
Liwierij Darkszewicz w 1877 roku został absolwentem 5. Moskiewskiego Gimnazjum. Studiował medycynę na Uniwersytecie Moskiewskim od 1877 do 1882 roku. Jego nauczycielami byli Babuchin, Zernow, Polunin, Basow, Sklifosowski, Zacharin i Kożewnikow. Pod wpływem tego ostatniego Darkszewicz zdecydował się specjalizować w neurologii. Od 1883 do 1887 roku uzupełniał studia w europejskich klinikach, m.in. u Goltza w Instytucie Fizjologii Uniwersytetu w Strasburgu, laboratoriach neuroanatomicznych Meynerta w Wiedniu i Flechsiga w Lipsku, u Munka i Westphala w Berlinie, i w klinice neurologicznej Charcota w paryskim szpitalu Salpêtrière.
Po powrocie do Rosji 29 lutego 1878 habilitował się pod kierunkiem Kożewnikowa na podstawie pracy О проводнике светового раздражения с сетчатой оболочки глаза на глазодвигательный нерв. Po śmierci Dmitrija Skałozubowa w 1892 objął katedrę neurologii Carskiego Uniwersytetu Kazańskiego, na której pozostał do 1917 roku. W tym czasie założył sześciołóżkową klinikę neurologiczną i laboratorium. Jako pierwszy w Rosji założył klinikę dla alkoholików.
Razem z Biechtieriewem Darkszewicz założył w 1893 roku jedno z pierwszych towarzystw naukowych w Kazaniu, Stowarzyszenie Neurologów i Psychiatrów (Общество невропатологов и психиатров). Był pierwszym redaktorem naczelnym „Kazanskiego Medicinskijego Żurnała” („Казанский медицинский журнал”), wydawanego do dziś. Założył w Kazaniu towarzystwo trzeźwości. Z jego szkoły neurologicznej wyszli Emdin, Faworski, Perwuszin, Osokin.
W 1917 został powołany na katedrę chorób neurologicznych I Uniwersytetu Moskiewskiego. W 1922 roku był jednym z lekarzy konsultujących śmiertelnie chorego Lenina.
W ostatnich dwóch latach życia ciężko chorował i był przykuty do łóżka. Zmarł z powodu uogólnionej miażdżycy i mocznicy w Moskwie, 28 marca 1925 roku. Pochowany jest na Cmentarzu Nowodziewiczym. Wspomnienia pośmiertne napisali Emdin, Tarasewicz i Grinsztejn.
W 1976 roku ukazała się biografia Darkszewicza autorstwa Jakowa Popieljanskiego. 6 grudnia 2002 roku na elewacji Głównego Wojskowego Szpitala Klinicznego im. N.N. Burdenki w Moskwie umieszczono pamiątkowe tablice, honorujące Darkszewicza i Jewgienija Seppa. Okolicznościowe publikacje ukazały się w 100. rocznicę urodzin Darkszewicza.

## Dorobek naukowy
Był autorem ponad 60 prac naukowych. Jego nazwisko wiąże się do dziś z opisanym przez niego w artykule z 1889 roku jądrem spoidła nadwzgórzowego (jądro Darkszewicza, ang. nucleus of Darkschewitsch). Darkszewicz badał rozmieszczenie i projekcje włókien nerwowych sznurów tylnych, a także zmiany neurozwyrodnieniowe tych struktur, zwłaszcza w kiłowym wiądzie rdzenia.
W latach 1904–11 opublikował trzytomowy pierwszy rosyjski podręcznik chorób układu nerwowego, nazywany „rosyjskim Oppenheimem” (Hermann Oppenheim pozostawił klasyczny podręcznik neurologii, powszechnie stosowany w tym czasie w krajach zachodnich). Rozdział poświęcony chorobom mięśni został później przedrukowany w niemieckim podręczniku anatomii patologicznej układu nerwowego.
Wspólnie z Misławskim i Razumowskim przyczynił się do powstania rosyjskiej neurochirurgii; za jego profesury w latach 90. XIX wieku utworzono salę operacyjną przeznaczoną do operacji neurochirurgicznych, gdzie w 1907 roku Razumowski dokonał pierwszej w Rosji ekstyrpacji zwoju trójdzielnego.
Jako jeden z pierwszych w Rosji zajmował się tematyką śpiączkowego zapalenia mózgu. Opisał m.in. początek tej choroby z dominującymi objawami psychicznymi. Preferował określenie encephalitis-myelo-meningitis epidemica.

## Przyjaźń z Sigmundem Freudem
Podczas pobytu w Wiedniu Darkszewicz poznał w laboratorium Meynerta Sigmunda Freuda, wówczas Privatdozenta neurologii. W marcu 1885 Darkszewicz wyjechał do Lipska, obaj spotkali się ponownie w Paryżu. Wspólnie udali się Wesele Figara z Sarah Bernhardt. Rosjanin wyświadczył Freudowi przysługę, publikując w rosyjskim czasopiśmie medycznym „Wracz” artykuł o wynalezionej przez niego metodzie barwienia przy użyciu chlorku złota. Była to prawdopodobnie pierwsza wzmianka o Freudzie w języku rosyjskim. Według słów Freuda z listu do narzeczonej Marthy Bernays, „dusza [Darkszewicza] była przepełniona ojczyzną, religią i anatomią mózgu”. Podczas ostatnich tygodni wspólnego pobytu w Paryżu Freud i Darkszewicz wspólnie ukończyli pracę, opublikowaną kilka miesięcy później na łamach „Neurologisches Zentralblatt”.

## Lista prac
Książki i monografie
- О проводнике светового раздражения с сетчатой оболочки глаза на глазодвигательный нерв. Анатомо-физиологическое исследование М., 1887
- О так называемом ретроградном перерождении периферических нервных волокон. М., 1897
- Роль земского врача в борьбе с народным алкоголизмом. СПб., 1900
- Курс нервных болезней. Казань: Издание братьев Башмаковых 1904. – Т. 1. – С. 495; 1907. – Т. 2, вып. 1. – С. 476; 1909. – Т. 2, вып. 3. – С. 477-782; 1911. -Т. 3, вып. 1. -С. 234; 1914. -Т. 3, вып. 2 – С. 235-454.
- Травматический невроз. Казань, 1916 203 с.
- Курс нервных болезней, т. 1-2, М.-П., 1922-25
- Апостол Павел. Беглые характеристики деятелей времени св. писания. К вопросу об истерии в истории народов. Берлин: Изд. Отто Кирхнер, 1923

Artykuły
- Новый способ окрашивания микроскопических препаратов для исследования хода волокон в центральной нервной системе. Врач 5 (6), С. 94 (1884)
- Ueber die Bedeutung der hinteren Commissur des Gehirns[26]. (1885)
- Ueber die hintere Commissur des Gehirns. Neurologisches Centralblatt 4 (5), ss. 100–101 (1885)
- Ueber den Ursprung und den centralen Verlauf des Nervus accessorius Willisii. Archiv für Anatomie und Physiologie, Anat. Abt, ss. 361–378 (1885)
- Ueber den centralen Ursprung des N. accessorius Willisii. Vorläufige Mittheilung. Neurologisches Centralblatt 3 (6), ss. 134-135 (1885)
- Zur Anatomie des Corpus quadrigeminum. Neurologisches Centralblatt 4 (11), ss. 251–252 (1885)
- Einige Bemerkungen über den Faserverlauf in der hinteren Commissur des Gehirns. Neurologisches Centralblatt 5, ss. 99-103 (1886)
- О зрачковых волокнах зрительного канатика. Врач 7, С. 768-771 (1886)
- Darkschewitsch L, Freud S. Ueber die Beziehung des Strickkörpers zum Hinterstrang und Hinterstrangskern, nebst Bemerkungen über zwei Felder der Oblongata. Neurologisches Centralblatt 5 (6), ss. 121-129 (1886)
- Zur Anatomie der Glandula pinealis. Neurologisches Centralblatt 5 (2), s. 29-30 (1886)
- Ueber die sogenannten primären Opticuscentren und ihre Beziehung zur Grosshirnrinde. Archiv für Anatomie und Entwicklungsgeschichte ss. 249-270 (1886)
- Versuche über die Durchschneidung der hinteren Gehirncommissur beim Kaninchen[27]. (1886)
- Dejerine J, Darkchevitch L. Sur L’existence d’altérations nucléaries, dans certaines paralysies des muscles de l’œil chez les tabétiques (Contribution à l'étude du noyau de la 6 e paire). Comptes rendus hebdomadaires des séances et mémoires de la Societe de Biologie 39 (Seance du 5 Février) ss. 70-76 (1887)
- Compt rend. Soc. de biol., Par., 1886, 8. s., iii, 529-536.
- Какое участие принимает верхнее четверохолмие в передаче светового раздражения на п. oculomotorius. Мед. обозрение 27 (2, 3), С. 147 (1887)
- Ueber eine Methode, Schnittserien bei der Bearbeitung in ihrer Reihenfolge zu Bewahren. Zeitschrift für wissenschaftliche Mikroskopie und für mikroskopische Technik 6, ss. 43-45 (1889)
- Ueber den oberen Kern des N. oculomotorius. Archiv für Anatomie und Entwicklungsgeschichte ss. 107-116 (1889)
- [Vozvrashtshayushtshiysya paralich glazodvigatelnavo nerva (paralysis nervi oculomotorii recidiva)]. Sborn. stat ei po nevropat. i psichiat. 193-232 (1890)
- Zur Frage von den Sensibilitätsstörungen bei Heerderkrankungen des Gehirns. Neurologisches Centralblatt 9 (23), ss. 714-718 (1890)
- Ein Fall von Muskelatrophie bei Gelenkerkrankung (Atrophia muscularis arthropatica). Neurologisches Centralblatt 10 (12), ss. 353-361 (1890)
- Возвращающийся паралич глазодвигательного нерва. Сборник статей по невропатологии и психиатрии, посвящ. проф. А.Я. Кожевникову. М.: Тип. т-ва И.Н. Кушнерев и К0, 1890. – С. 193-232.
- О перекресте волокон зрительных нервов. Врач 11 (5, 6), С. 106, 139 (1890)
- Случай хронического полиомиелита. Протоколы заседаний Моск. о-ва невропатологов и психиатров за 1890-1891 г. – М.: Тип. А.И. Мамонтова и К0, 1891. – С. 85-89.
- Ueber die Kreuzung der Sehnervenfasern[28]. (1891)
- Darkschewitsch L, Pribytkow G. Ueber die Fasersysteme am Boden des dritten Hirnventrikels. Neurologisches Centralblatt 10 (14), ss. 417-429 (1891)
- Страдания суставов и мышц при черепно-мозговых гемиплегиях. Врач Т. 12, № 36. – С. 802-804; № 39. – С. 844-845; С. 871 -877; № 40. – С. 895-898 (1891)
- Атрофия мышц при страдании суставов. Вестник клинической и судебной психиатрии и невропатологии 8 (2), с. 159-170 (1891)
- Affection der Gelenke und Muskeln bei cerebralen Hemiplegien[29]. (1892)
- Даркшевич ЛО, Вейденгаммер ВВ. О замещении обызвествленной костью трепанационных потерь в черепе. Врач 13, С. 697; 721 (1892)
- Даркшевич ЛО, Тихонов СИ. К вопросу о патологоанатомических изменениях при периферическом параличе лицевого нерва неспецифического происхождения. Мед. обозрение 38 (18), С. 550-561 (1892)
- Об изменениях центральной части двигательного нерва при повреждении периферического отдела. Врач 13 (17), С. 424-426 (1892)
- Об изменениях центральной части двигательного нерва при повреждении его периферического отдела. Протоколы заседаний Моск. о-ва невропатологов и психиатров за 1891-1892 г. – М.: Тип. А.И. Мамонтова и К0 С. 127-128 (1892)
- Ueber recidivirende Oculomotorius-Lähmung. Deutsches Archiv für klinische Medizin 49, ss. 457–471 (1892)
- Ueber recidivirende Oculomotorius-Lähmung. Neurologisches Centralblatt 11 (16), ss. 524–525 (1892)
- Ueber die Veränderungen in dem centralen Abschnitt eines motorischen Nerven bei Verletzung des peripheren Abschnittes. Neurologisches Centralblatt 11 (21), ss. 658-668 (1892)
- [Atrofiya mîshts pri stradanii sustavov]. Trudi Syezda Russk. Vrach. v pam. Pirogova iv, 658-667 (1892)
- Darkshevich, Tikhonov. [Pathological alterations in peripheral paralysis of the facial nerve of non-specific origin]. Med. obozr. 38: 550-61 (1892)
- Случай хронического полиомиелита. Мед. обозрение 37 (3), С. 205-229 (1892)
- Darkschewitsch L, Tichonow S. Zur Frage von den pathologisch -anatomischen Verflnderungen bei peripherer Facialislflhmung nichtspecifischen Ursprungs. Neurologisches Centralblatt 12 (10), ss. 329-339 (1893)
- Darkshevich, Malinovski. [Perifericheskiy paralich litsevovo i tro nichnavo nervov pri gno nom stradanii srednyavo ukha i khirurgicheskoye l echeniye yevo]. Med. Obozr. 40, 387-397 (1893)
- Об интеллектуальной сфере женщины. Вопросы философии и психологии. Изд.Московского Психологического Общества, 1895
- Спинная сухотка как сифилитическое страдание нервной системы. Дневник о-ва врачей при Императ. Казан, ун-те. Вып. 1, С. 1-11 (1895)
- Наблюдение кожевниковской падучей. Врач 16 (20), С. 572 (1895)
- Случай первой сухотки сифилитического происхождения (nerve – tabes syphilitica). Врач. – 1895. – Т. 16, № 4. – С. 87-89; № 5. – С. 122-125; № 6. – С. 153-157.
- Три случая оперативного лечения падучей. Врач 16 (28, 29), С. 803-804; 827-829 (1895)
- Zur Frage von den secundären Veränderungen der weissen Substanz des Rückenmarks bei Erkrankung der Cauda equina. Neurologisches Centralblatt 15 (1), ss. 5-13 (1896)
- Ueber die Natur der Rückenmarks-Veränderungen bei der Tabes. Wiener klinische Rundschau 11 (50), ss. 817-820 (1897)
- О так называемом ретроградном перерождении переферических нервных волокон. Мед. обозрение 47 (1), С. 3-21 (1897)
- Darkshevich, Tichonow. Zur Frage von den Lähmungserscheinungen bei Pasteur'chen Impfungen. Neurologisches Centralblatt 17, ss. 98-102, 329-339 (1898)
- О применении Natrii nitrosi при tabes dorsalis. Тип. Императ. ун-та 1, С. 125-130 (1899)
- [Slucha polinevrita cherepnîkh nervov na pochv e razlitovo sarkomatoza]. Trudi klin. nerv. boliez. Imp. Kazan. Univ. 1, 27-42 (1899)
- Мое понимание истории. Русс. врач 14 (41, 42, 43), С. 961-967; 931-933; 1013-1021 (1901)
- Ueber die Behandlung der Tabes dorsalis. Allgemeine Wiener medizinische Zeitung Bd 47, № 43. – S. 447-448; № 44. – S. 459-460; № 45. -S. 469-470; № 48. – S. 503-504; № 49. – S. 513-514 (1902)
- Духовный облик А. Я. Кожевникова. ЖНП 1/2, с. 1-10 (1903)
- Die pathologische Anatomie der Muskeln. W: Flatau E, Jacobsohn L, Minor L (Hrsg.): Handbuch der Pathologichen Anatomie des Nervensystems. Berlin: Verlag von S. Karger, 1904, ss. 1218–1270.
- Ein Fall von Polyneuritis bei Nephritis. Medizinische Blätter 28, s. 43 (1905)
- [My conception of hysteria]. Russk. Vrach xiv, 961; 991; 1013 (1915)
- [Encephalitis-myelo-meningitis epidemica]. Clin Med 3–4, ss. 1–6 (1922)